# Boni pastoris
Boni pastoris ist ein Apostolisches Schreiben (Motu Proprio) vom 22. Februar 1959 und wurde von Papst Johannes XXIII. veröffentlicht. In diesem Schreiben regelt er die Zusammensetzung und Arbeitsgrundlagen für die „Päpstliche Kommission für Film, Rundfunk und Fernsehen“.

## Ausgangspunkt
Grundlage dieser Neuregelungen ist die Enzyklika Miranda prorsus, mit der Papst Pius XII. die Einrichtung dieser Kommission angeregt hatte. So legte Johannes XXIII. fest: 

„Wir beschließen und bestimmen also: Die Päpstliche Kommission für Film, Rundfunk und Fernsehen sei eine feste und beständige Einrichtung, als Amt des Heiligen Stuhles mit dem Auftrag, die verschiedenen den Film, den Rundfunk und das Fernsehen betreffenden Fragen zu prüfen, durch seine Unterstützung zu fördern und zu leiten gemäß den in der Enzyklika Miranda prorsus gegebenen Weisungen und Richtlinien und gemäß den weiteren, in Zukunft zu veröffentlichenden Verfügungen des Heiligen Stuhles.“

## Weitere Entwicklung
Der Kompetenzbereich der Kommission wurde durch Papst Paul VI. 1964 auf den Bereich der Tageszeitungen und Zeitschriften erweitert und die Bezeichnung auf „Päpstliche Kommission für die soziale Kommunikation“ geändert. 1988 führte die, von Papst Johannes Paul II., eingeleitete Kurienreform zu einer erneuten Umbenennung auf „Päpstlicher Rat für die sozialen Kommunikationsmittel“.